# جون ريدلي
جون ريدلي (بالإنجليزية: John Ridley) (و. أكتوبر 1965  م) هو مخرج أفلام، وكاتب سيناريو، وروائي، وكاتب، وكاتب خيال علمي، ومنتج منفذ أمريكي، ولد في ميلواكي، ويسكنسن.

## التعليم
تعلم في جامعة نيويورك.

## جوائز وترشيحات
حصل على جوائز منها:
- جائزة الأوسكار لأفضل كتابة، عن عمل: عبد لاثني عشر عاما

ترشح لـ:
- جائزة الأوسكار لأفضل كتابة "سيناريو مقتبس"، عن عمل: 12 سنة من العبودية.

## وصلات خارجية
- جون ريدلي على موقع IMDb (الإنجليزية)
- جون ريدلي على موقع ألو سيني (الفرنسية)
- جون ريدلي على موقع أول موفي (الإنجليزية)
- جون ريدلي على موقع بوكس أوفيس موجو (الإنجليزية)
- جون ريدلي على موقع قاعدة بيانات الأفلام السويدية (السويدية)
- جون ريدلي على موقع قاعدة بيانات الفيلم (الإنجليزية)
- جون ريدلي على موقع كينوبويسك (الروسية)